# Lunca (Mureș)
Pour les articles homonymes, voir Lunca.
Lunca (Tekeújfalu en hongrois, Trassten en allemand) est une commune roumaine du județ de Mureș, dans la région historique de Transylvanie et dans la région de développement du Centre.

## Géographie
La commune de Lunca est située dans le nord du județ, dans les collines de Mureș, à 14 km à l'ouest de Reghin et à 48 km au nord de Târgu Mureș.
La municipalité est composée des cinq villages suivants (population en 2002) :
- Băița (864) ;
- Frunzeni (484) ;
- Logig (466) ;
- Lunca (628), siège de la municipalité ;
- Sântu (409).

## Histoire
La première mention écrite du village date de 1319.[réf. nécessaire]
La commune de Lunca a appartenu au royaume de Hongrie, puis à l'empire d'Autriche et à l'Empire austro-hongrois.
En 1876, lors de la réorganisation administrative de la Transylvanie, elle a été rattachée au comitat de Kolozs (Cluj).
La commune de Lunca a rejoint la Roumanie en 1920, au traité de Trianon, lors de la désagrégation de l'Autriche-Hongrie. Après le deuxième arbitrage de Vienne, elle a été occupée par la Hongrie de 1940 à 1944, période durant laquelle sa petite communauté juive fut exterminée par les nazis. Elle est redevenue roumaine en 1945.

## Politique
Le conseil municipal de Lunca compte 11 sièges de conseillers municipaux. À l'issue des élections municipales de juin 2008, Teodor Vultur (PSD) a été élu maire de la commune.
| Parti                             | Nombre de conseillers |
| --------------------------------- | --------------------- |
| Parti social-démocrate (PSD)      | 6                     |
| Parti démocrate-libéral (PD-L)    | 4                     |
| Parti de la Grande Roumanie (PRM) | 1                     |

## Religions
En 2002, la composition religieuse de la commune était la suivante :
- Chrétiens orthodoxes, 88,98 % ;
- Catholiques grecs, 7,01 % ;
- Réformés, 2,13 % ;
- Évangéliques luthériens, 1,36 %.

## Démographie
En 1910, la commune comptait 3 274 Roumains (84,58 %), 183 Allemands (4,73 %) et 345 Hongrois (8,91 %).
En 1930, on recensait 3 336 Roumains (88,72 %), 248 Hongrois (6,60 %), 120 Allemands (3,19 %), 7 Juifs (0,19 %) et 48 Tsiganes (1,28 %).
En 2002, 2 699 Roumains (94,66 %) côtoient 64 Hongrois (2,35 %), 39 Allemands (1,36 %) et 46 Tsiganes (1,61 %). On comptait à cette date 1 188 ménages et 1 115 logements.
| 1850  | 1880  | 1900  | 1910  | 1930  | 1956  | 1977  | 1992  | 2002  |
| ----- | ----- | ----- | ----- | ----- | ----- | ----- | ----- | ----- |
| 2 938 | 3 190 | 3 587 | 3 871 | 3 760 | 4 283 | 3 849 | 3 140 | 2 851 |

| 2007  | - | - | - | - | - | - | - | - |
| ----- | - | - | - | - | - | - | - | - |
| 2 721 | - | - | - | - | - | - | - | - |

## Économie
L'économie de la commune repose sur l'agriculture et l'extraction du mica.[réf. nécessaire]

## Communications

### Routes
Lunca se trouve sur la route nationale DN15A qui relie Reghin et Bistrița.

## Lieux et monuments
- Băița, église des Sts Archanges (Sf. Arhangeli Mihail și Gavrili) de 1723.

## Jumelages
- Montigny-le-Bretonneux (France) depuis 1989 (17 avril)